# Point triple (stratigraphie)
Pour les articles homonymes, voir Point triple (homonymie).
En stratigraphie, un point triple est un point de recoupement de trois strates dont l’une, discordante, recouvre les deux autres qui sont, elles, en conformité. La recherche des points triples permet de repérer les discordances, notamment via des cartes géologiques où ces points triples sont les plus évidents à observer.